# Ait Ishaq
Ait Ishaq (franska: Ait Ishaq (CR), Ait Ishaq (Commune Rurale), arabiska: مريرت (البلدية)) är en kommun i Marocko.   Den ligger i provinsen Khénifra och regionen Béni Mellal-Khénifra, i den nordöstra delen av landet, 170 km sydost om huvudstaden Rabat. Antalet invånare är 7 818.